# Estoloides strandiella
Estoloides strandiella là một loài bọ cánh cứng trong họ Cerambycidae.